# Paranortonia giacomelli
Paranortonia giacomelli är en stekelart som beskrevs av Berton 1918. Paranortonia giacomelli ingår i släktet Paranortonia och familjen Eumenidae. Inga underarter finns listade i Catalogue of Life.